# Shira Haas

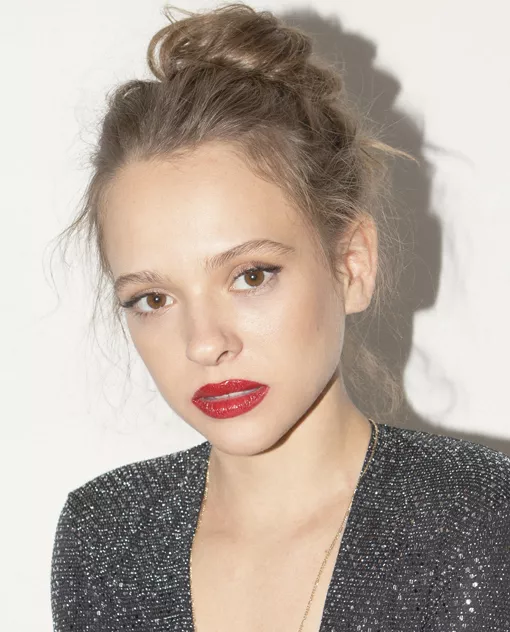
Shira Haas

Shira Haas (hebräisch שירה האס; geboren 11. Mai 1995 in Hod haScharon) ist eine israelische Schauspielerin.

## Leben
Shira Haas wurde 1995 als jüngstes Kind von Tzabarim mit polnischen, ungarischen und tschechischen Wurzeln in Israel geboren. Früh begeisterte sie sich für das Schreiben und das Theater. Sie besuchte eine Kunsthochschule in Tel Aviv, wo sie von einem Casting Director für ihre erste Filmrolle im Drama Princess engagiert wurde. Ihre Darstellung der Adar brachte ihr beim Ophir Award 2014 eine Nominierung in der Kategorie Beste Hauptdarstellerin ein.
Von 2013 bis 2021 spielte Haas in der Fernsehserie Shtisel die Rolle der Ruchami Weiss. Es folgten Rollen in Natalie Portmans Literaturverfilmung Eine Geschichte von Liebe und Finsternis, Niki Caros Holocaust-Drama Die Frau des Zoodirektors und Garth Davis’ Bibelverfilmung Maria Magdalena. Für ihre Rolle in Foxtrot – Der Tanz des Schicksals war sie 2017 erneut für einen Ophir Award nominiert, diesmal in der Kategorie Beste Nebendarstellerin.
Der internationale Durchbruch gelang Haas im Jahr 2020. In diesem Jahr war sie in der Netflix-Miniserie Unorthodox in der Hauptrolle der Esther „Esty“ Shapiro zu sehen. Dies brachte ihr als erster israelischen Schauspielerin eine Nominierung für den Primetime Emmy ein. Im selben Jahr spielte Haas an der Seite von Alena Yiv in dem Mutter-Tochter-Drama Asia von Ruthy Pribar. Für den Part der Vika erhielt sie 2020 den Darstellerpreis auf dem New Yorker Tribeca Film Festival und ihren ersten Ophir-Preis für die beste weibliche Nebenrolle. Der Film selbst wurde als israelischer Kandidat für die Oscarverleihung 2021 in der Kategorie Bester internationaler Film ausgewählt.

## Filmografie (Auswahl)
- 2013–2021: Shtisel (שטיסל, Fernsehserie, 30 Episoden)
- 2014: Princess
- 2015: Eine Geschichte von Liebe und Finsternis (סיפור על אהבה וחושך)
- 2015–2016: Hazoref (הצורף, Miniserie, 7 Episoden)
- 2016: Ikaron HaHachlafa (עקרון ההחלפה, Fernsehserie, 3 Episoden)
- 2017: Die Frau des Zoodirektors (The Zookeeper’s Wife)
- 2017: Foxtrot – Der Tanz des Schicksals (פוֹקְסטְרוֹט)
- 2018: Maria Magdalena (Mary Magdalene)
- 2018: Harem (הרמון, Fernsehserie, 8 Episoden)
- 2018: Noble Savage (פרא אציל)
- 2018: Broken Mirrors (מראות שבורות)
- 2018: The Conductor (המנצח, Fernsehserie, 10 Episoden)
- 2019: Esau
- 2020: Unorthodox (Miniserie, 4 Episoden)
- 2020: Asia
- 2023: Bodies (Miniserie, 8 Episoden)
- 2024: Night Therapy (Fernsehserie, 5 Episoden)
- 2025: Captain America: Brave New World